# Unidad de complejidad
La Unidad de complejidad fue implantado por la 1ª Conferencia General de Pesos y Medidas (París, 1889), con el que se pretendía buscar un sistema único para todo el mundo para facilitar el intercambio entre unidades de países y definir niveles de escolaridad midiendo la complejidad en los posibles niveles escolares existentes en ese entonces; ya que hasta entonces cada país, e incluso cada región, tenía su propio sistema y técnicas educativas, a menudo con las mismas denominaciones para las magnitudes, pero con distinto valor.
La unidad definida para éste apartado es el Complexus el cual pretende diferencias sobre la base de las capacidades cognoscitivas básicas el nivel de abstracción de objetos, problemas y situaciones.
- Datos: Q6156138